# Alberta van Middachten
Alberta van Middachten (circa 1520 - circa 1570) was een 16e-eeuwse kloosterlinge uit Gelre. Als lid van de orde der augustinessen verbleef zij in het Arnhemse Agnietenklooster.
Alberta was afkomstig uit het geslacht Van Middachten, een aanzienlijke Gelderse familie. Haar ouders waren Anthony van Middachten (1465-1533) en Anna van Arnhem (1487-1533). Samen met haar zus Arnolda trad Alberta al op jonge leeftijd toe tot het Agnietenklooster in Arnhem. Beiden werden in 1541 als non vermeld. In 1542 zou halfzus Anna ook toetreden tot het klooster.
Binnen het klooster vervulde Alberta de rol van bibliothecaris, zoals blijkt uit een aantekening in een van de boeken: '...Aelberte de Myddachten'. Zij droeg niet alleen zorg voor de collectie, maar voegde ook aantekeningen toe aan de boekwerken. Daarnaast noteerde ze in de boeken aanwijzingen voor de lezers en corrigeerde zij teksten.
Binnen het klooster werden boeken gekopieerd en nieuwe teksten geschreven. Ook Alberta werkte hier aan mee. Zo leverde ze een bijdrage aan het Gaesdonckse-traktatenhandschrift.
Alberta schreef zelf een boekje speciaal voor 'dat syeckhuys', oftewel de ziekenzaal van het klooster. In dit boekwerkje beschreef ze Rome en Jeruzalem, zodat de aan het bed gebonden zieke zusters alsnog in hun verbeelding een bedevaart naar deze heilige plaatsen konden maken. De teksten vormden voor de ernstig zieke zusters tevens een geestelijke voorbereiding op de naderende dood. Het was de bedoeling dat het boekje de ziekenzaal niet mocht verlaten. Alberta schonk het boekje aan het klooster 'in een ewige memorie', in de hoop dat ze zo nooit vergeten zou worden.
In 1570 zouden zowel Alberta als Arnolda nog in het klooster wonen. Anna was al in 1545 overleden.